# Архангельское сельское поселение (Тверская область)
Арха́нгельское се́льское поселе́ние — муниципальное образование в составе Старицкого района Тверской области.
На территории поселения находится 30 населённых пунктов. Центр поселения — посёлок Архангельское.
Образовано в 2005 году, включило в себя территории Архангельского и Юрьевского сельских округов.

## Географические данные
- Общая площадь: 179,4 км²
- Нахождение: восточная часть Старицкого района.
- Граничит:
  - на северо-востоке — с Калининским районом, Красногорское СП,
  - на востоке — с Емельяновским СП,
  - на юге — со Степуринским СП,
  - на юго-западе — с Ново-Ямским СП,
  - на северо-западе — с СП «Паньково» (по Волге).

Главная автодорога — 28К-0576 «Тверь—Старица—Ржев».

## Население
По переписи 2002 года — 1233 человека (630 Архангельский и 603 Юрьевский сельские округа), на 01.01.2008 — 1248 человек.

## Населенные пункты
На территории поселения находятся следующие населённые пункты:
| №  | Тип нп | Название           | Население (2008 год) |
| -- | ------ | ------------------ | -------------------- |
| 1  | пос.   | Архангельское      | 508                  |
| 2  | дер.   | Брюхово            | 5                    |
| 3  | дер.   | Витомово           | 4                    |
| 4  | дер.   | Дубровино          | 7                    |
| 5  | дер.   | Заднее Поле        | 16                   |
| 6  | село   | Иванищи            | 8                    |
| 7  | дер.   | Иванищинские Горки | 36                   |
| 8  | дер.   | Климово            | 0                    |
| 9  | дер.   | Кунилово           | 28                   |
| 10 | дер.   | Левашово           | 24                   |
| 11 | дер.   | Ново-Курцово       | 3                    |
| 12 | дер.   | Старо-Курцово      | 7                    |
| 13 | дер.   | Улитино            | 11                   |
| 14 | дер.   | Шебаршино          | 2                    |
| 15 | дер.   | Бакшеево           | 6                    |
| 16 | дер.   | Благинино          | 21                   |
| 17 | дер.   | Верхний Спасс      | 9                    |
| 18 | дер.   | Выгайлово          | 4                    |
| 19 | дер.   | Коконягино         | 5                    |
| 20 | дер.   | Кокорево           | 0                    |
| 21 | дер.   | Нижний Спасс       | 3                    |
| 22 | дер.   | Рождественно       | 10                   |
| 23 | дер.   | Саначино           | 28                   |
| 24 | дер.   | Сасынье            | 9                    |
| 25 | дер.   | Свистуново         | 10                   |
| 26 | дер.   | Смагино            | 28                   |
| 27 | дер.   | Сорокино           | 109                  |
| 28 | дер.   | Тарасово           | 28                   |
| 29 | дер.   | Шарапово           | 45                   |
| 30 | село   | Юрьевское          | 274                  |

### Бывшие населенные пункты
На территории поселения исчезли деревни Клеопино, Порог, Чутнево; хутора Культура, Красная Зорька, Барышкино, Дворново, Пахарь и другие.
Деревня Горки (Юрьевские Горки) присоединена к селу Юрьевское.

## История
В XIX — начале XX века деревни поселения относились к Ефимьяновской и Емельяновской волостям Старицкого уезда Тверской губернии.
В 1940-50-е годы существовали Юрьевский сельсовет Старицкого района и Витомовский и Куниловский сельсоветы Емельяновского района Калининской области.

## Известные люди
В деревне Ново-Курцово родился Герой Советского Союза Иван Михайлович Жуков
 В деревне Иванишинские Горки родился конструктор артиллерийского вооружения Логинов Михаил Николаевич
 В деревне Улитино родился Олимпийский чемпион Михайлов Юрий Матвеевич